# 1910-es magyar birkózóbajnokság
Az 1910-es magyar birkózóbajnokság a nyolcadik magyar bajnokság volt. A bajnokságot április 16. és 17. között rendezték meg Budapesten, a régi képviselőházban.

## Eredmények
| Versenyszám | Arany                     | Arany | Ezüst                    | Ezüst | Bronz                     | Bronz |
| ----------- | ------------------------- | ----- | ------------------------ | ----- | ------------------------- | ----- |
| Könnyűsúly  | Radvány Ödön Budapesti AK |       | Sugár József Törekvés SE |       | Orosz Miklós PTTSE        |       |
| Középsúly   | Előd József MTK           |       | Varga Béla Budapesti AK  |       | Maróthy József Csepeli AC |       |
| Nehézsúly   | Fischer Tibor MTK         |       | Hudák János Törekvés SE  |       | Schwarz Ernő Budapesti AK |       |

Megjegyzés: A Birkózó Híradó szerint könnyűsúlyban Sugár József egyesülete az MTK volt.